# Rhizedra albescens
Rhizedra albescens är en fjärilsart som beskrevs av Barend J. Lempke 1965. Rhizedra albescens ingår i släktet Rhizedra och familjen nattflyn. Inga underarter finns listade.